# جایزه یادبود آلبین هاگستروم
جایزهٔ یادبود آلبین هاگستروم (سوئدی: Albin Hagströms Minnespris) جایزه‌ای بود که مابین سال‌های ۱۹۹۷ تا ۲۰۰۶ میلادی توسط فرهنگستان موسیقی سلطنتی سوئد و به یاد آلبین هاگستروم - نوازنده و سازندهٔ نامدار آکوردئون سوئد و بنیان‌گذار شرکت تجهیزات موسیقی هاگستورم - اهدا می‌شد.
این جایزه تنها به یک نوازنده آکاردئون یا گیتار داده می‌شد و برنده نهایی جایزه توسط «صندوق جایزه موسیقی کارستین هاگستروم-هِـیکینن» انتخاب می‌شد. از سال ۲۰۰۷، چندین بورس تحصیلی به نوازندگان آکاردئون و گیتار در ژانر موسیقی عامه پسند اعطا شده‌است. متقاضی نمی‌تواند بیشتر از ۳۵ سال داشته باشد و باید شهروند سوئد باشد. بورسیه تحصیلی فقط به اشخاص حقیقی تعلق می‌گیرد. از جمله برندگان این جایزه می‌توان به یانه خافر (۱۹۹۹)، لاسه هولم (۲۰۰۰) و لاسه ولاندر (۲۰۰۵) اشاره کرد.